# Prefectura de Tandjouaré
La prefectura de Tandjouaré o Tandjoaré es una prefectura de Togo. Se trata de una de las cinco prefecturas que forman la región de las Sabanas, al norte del país. Su chef-lieu es Tandjoaré. La prefectura fue creada en 1991, cuando la prefectura de Tône fue dividida en tres: Kpendjal, Tandjouaré y Tône.

## Geografía
Está ubicada al norte de Togo. Es limítrofe con Ghana al oeste.
La prefectura tiene los siguientes límites:
| Noroeste: Región Alta Oriental ( Ghana)             | Norte: Prefectura de Tône                      | Noreste: Prefectura de Tône |
| Oeste: Región Alta Oriental y Región Norte ( Ghana) |                                                | Este: Prefectura de Tône    |
| Suroeste: Región Norte ( Ghana)                     | Sur: Región Norte ( Ghana) y Prefectura de Oti | Sureste: Prefectura de Oti  |

## Demografía
| Gráfica de evolución demográfica de Prefectura de Tandjouaré entre 1995 y 2010                                                      |
| |
| Fuente: Unité de Recherche Démographique. Datos estimados para 2000 y 2005. Datos para 2010 de Statoids Datos para 2010 de Statoids |